# Surplex
Die Surplex GmbH ist ein Düsseldorfer Industrieauktionshaus, das sich auf den Handel mit Gebrauchtmaschinen spezialisiert hat. Das Unternehmen kauft und verkauft weltweit gebrauchte Maschinen und Industrieanlagen, führt Online-Auktionen durch und bietet Gutachten und Wertermittlungen an.

## Geschichte

### Gründung
Die Surplex AG wurde von Bruno und Florian Schick Ende 1999 als Startup-Unternehmen gegründet. Kernidee war die Entwicklung eines Online-Marktplatzes, der den Handel mit Gebrauchtmaschinen vereinfachen und den stark segmentierten Gebrauchtmaschinenmarkt transparenter machen sollte. Dieses Geschäftsmodell zog institutionelle und private Investoren an. Internationale Venture Capital-Konsortien wie die Carlyle Group oder die französische Vivendi-Gruppe vergaben insgesamt rund 50 Mio. EUR. Auch Privatinvestoren, wie zum Beispiel Lars Schlecker, Lars Windhorst, Marc Schrempp oder Fiat-Präsident Paolo Fresco stiegen bei Surplex ein.
Die B2B-Plattform von Surplex war bereits zu Beginn der Geschäftstätigkeit führend beim Vertrieb gebrauchter Maschinen und Anlagen und wurde 2001 von Forrester Research als beste Plattform ausgezeichnet.

### Krise (2001–2003)
Mit dem Platzen der Dotcom-Blase geriet auch die Surplex.com AG in eine schwere Krise. Niederlassungen wurden geschlossen, der Firmensitz von Berlin nach Düsseldorf zurückverlegt und die meisten der rund 140 Arbeitsplätze abgebaut. Im März 2003 wurde die Geschäftsführung von Michael Werker übernommen, der vom traditionellen Maschinenbaukonzern Deutz zu Surplex gekommen war.

### Konsolidierung (2004–2009)
Zwischen 2004 und 2009 wurde die Auktionsplattform weiterentwickelt. Seitdem führt Surplex große Industrieauktionen durch, z. B. für Linde, ABB, ThyssenKrupp und Bayer.

### Internationalisierung (seit 2010)
2020 wurde die Auktionsplattform in 16 Sprachen zum Mittelpunkt des Geschäfts. Jährlich werden in mehr als 500 Auktionen mehr als 55.000 Industriegüter versteigert. Diese Vermögenswerte stammen in der Regel aus Unternehmensschließungen, Umstrukturierungen oder Insolvenzen. Von Sommer 2020 bis August 2024 führte Ghislaine Duijmelings als dritte Geschäftsführerin neben Michael Werker und Ulrich Stalter das Unternehmen. Im August 2024 wurde Surplex von TBAuctions übernommen, einer europäischen Multimarkengruppe (Troostwijk Auctions, Klaravik, Surplex, Auksjonen, PS Auctions, British Medical Auctions, Vavato und Auktionshuset dab) und digitale B2B-Auktionsplattform. Im Zuge dessen wurden – durch den Willen des neuen Eigentümers – eine zweistellige Zahl an Beschäftigten der Surplex GmbH entlassen, insbesondere Personal aus der Abteilung für Abwicklungen bezüglich Demontage, Verladung und Zollabfertigung.
Bis zur Übernahme durch TBAuctions im August 2024 bot Surplex neben dem Direktvertrieb auch alle Offline-Dienstleistungen an, die für den weltweiten Handel mit Gebrauchtmaschinen notwendig sind. Dazu gehörten Demontage, Verladung und Zollabfertigung. Diese essentiellen Leistungen, die besonders kundenseitig wertgeschätzt werden, da sie den Gefahrenübergang einer Gebrauchtmaschine einer Maschine maßgeblich erleichtern, werden so nicht mehr angeboten. Unter dem Markennamen Valuplex bietet Surplex Gutachten und Wertermittlungen an.